# Ansaldo San Giorgio 4E-28
L'Ansaldo San Giorgio 4E-28 o Ansaldo 4E-284 è stato un motore aeronautico a 12 cilindri a V di 60° raffreddato a liquido, prodotto dall'azienda italiana Ansaldo dagli inizi degli anni venti.

## Velivoli utilizzatori
Italia
- SIAI S.12[1]